# Teretrius corticalis
Teretrius corticalis är en skalbaggsart som beskrevs av Thomas Vernon Wollaston 1867. Teretrius corticalis ingår i släktet Teretrius och familjen stumpbaggar. Inga underarter finns listade i Catalogue of Life.